# Ștefan Petrescu
Ștefan Petrescu (n. 1 iulie 1931, Râmnicu Sărat, Râmnicu-Sărat, România – d. 1993, Drobeta-Turnu Severin, România) a fost un trăgător de tir, laureat cu aur la Melbourne 1956.
A fost component al clubului sportiv Dinamo București al Ministerului Afacerilor Interne.

## Distincții
- Ordinul Muncii clasa a II-a (18 decembrie 1956) „pentru merite deosebite in pregătire și pentru rezultatele obținute la cea de a XVI-a ediție a jocurilor olimpice care au avut loc la Melbourne”[4]
- Ordinul „Meritul Sportiv” clasa a II-a (8 mai 1968) „pentru contribuția deosebită adusă la dezvoltarea mișcării de cultură fizică și sport și pentru merite deosebite în activitatea sportivă de performanță, cu prilejul împlinirii a 20 de ani de la înființarea Clubului sportiv «Dinamo»-București al Ministerului Afacerilor Interne”[3]